# Rudolf Pohle (Bildhauer)
Rudolf Pohle (* 19. März 1837 in Berlin; † 1. August 1920 in Berlin-Steglitz) war ein deutscher Bildhauer.

## Leben
Pohle studierte von 1855 bis 1858 an der Berliner Kunstakademie. Anschließend wurde ein Schüler von Friedrich Drake, der ihm die Kunst der Berliner Bildhauerschule nach Christian Daniel Rauch vermittelte, dessen Schüler er war. Pohle folgte seinem Lehrer in dessen milderem Stil, „der nach dem Ausdruck vollen Lebens und starker und tiefer Empfindung strebt“. Er verband die ernste Würde der äußeren Erscheinung und tiefe Empfindung besonders in seinen Grabfiguren. Die Fertigung von Grabmalplastiken war für einige Jahre sein künstlerischer Schwerpunkt. Am Anfang der 1880er Jahre erhielt er den Auftrag, für Eberswalde ein Denkmal des Oberlandforstmeisters von Hagen zu fertigen. Es folgte 1892 ein Marmordenkmal für Alois Senefelder, den Erfinder der Lithografie, auf dem Senefelderplatz in Berlin. Es war seinerzeit das erste Denkmal für einen Handwerker und galt als „eine der schönsten Arbeiten der modern-realistischen Schule“. Ein weiteres Werk Pohles war eine lebensgroße weibliche Marmorfigur, die Gottfried August Bürgers Leonore darstellte, die, als sie die Nachricht vom Tode des Geliebten erhielt, unter der Trauer zusammengebrochen war. Der Sockel trug eine Inschrift mit den Zeilen: „Lisch aus, mein Licht, auf ewrig aus, Stirb hin. stirb hin in Nacht und Grau! Bei Gott ist kein Erbarmen; O weh, o weh mir Armen.“ Diese Figur aus dem Jahr 1888 hatte Pohle der Stadt Charlottenburg geschenkt.
Er führte auch bauplastische Arbeiten für die Kapelle des Berliner Stadtschlosses oder für das Palais Tiele-Winckler aus.

## Werke

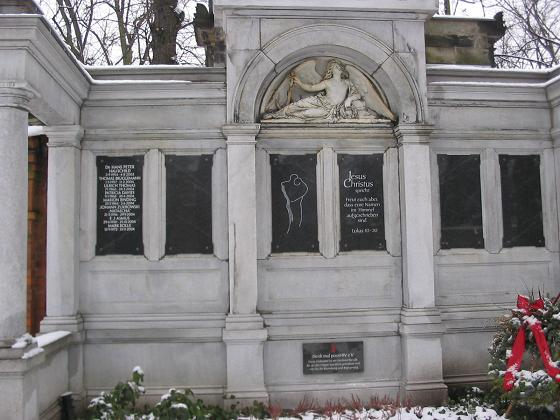
Marmorrelief eines „Genius“ für die Grabstätte des Rentiers Albert Streichenberg

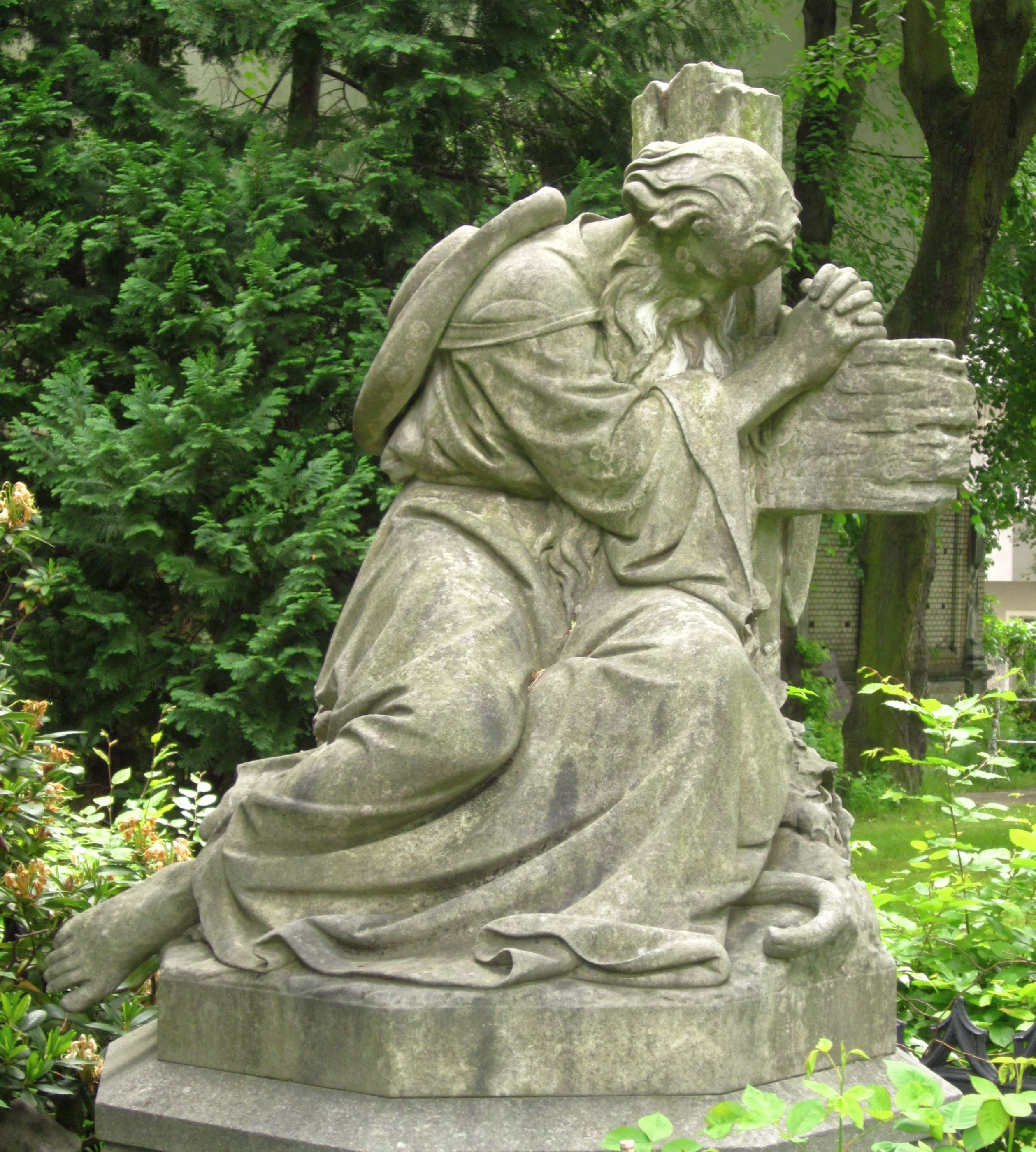
Familiengrab Katsch, Skulptur Pilger, Berlin-Schoeneberg, Alter St. Matthaeus-Kirchhof
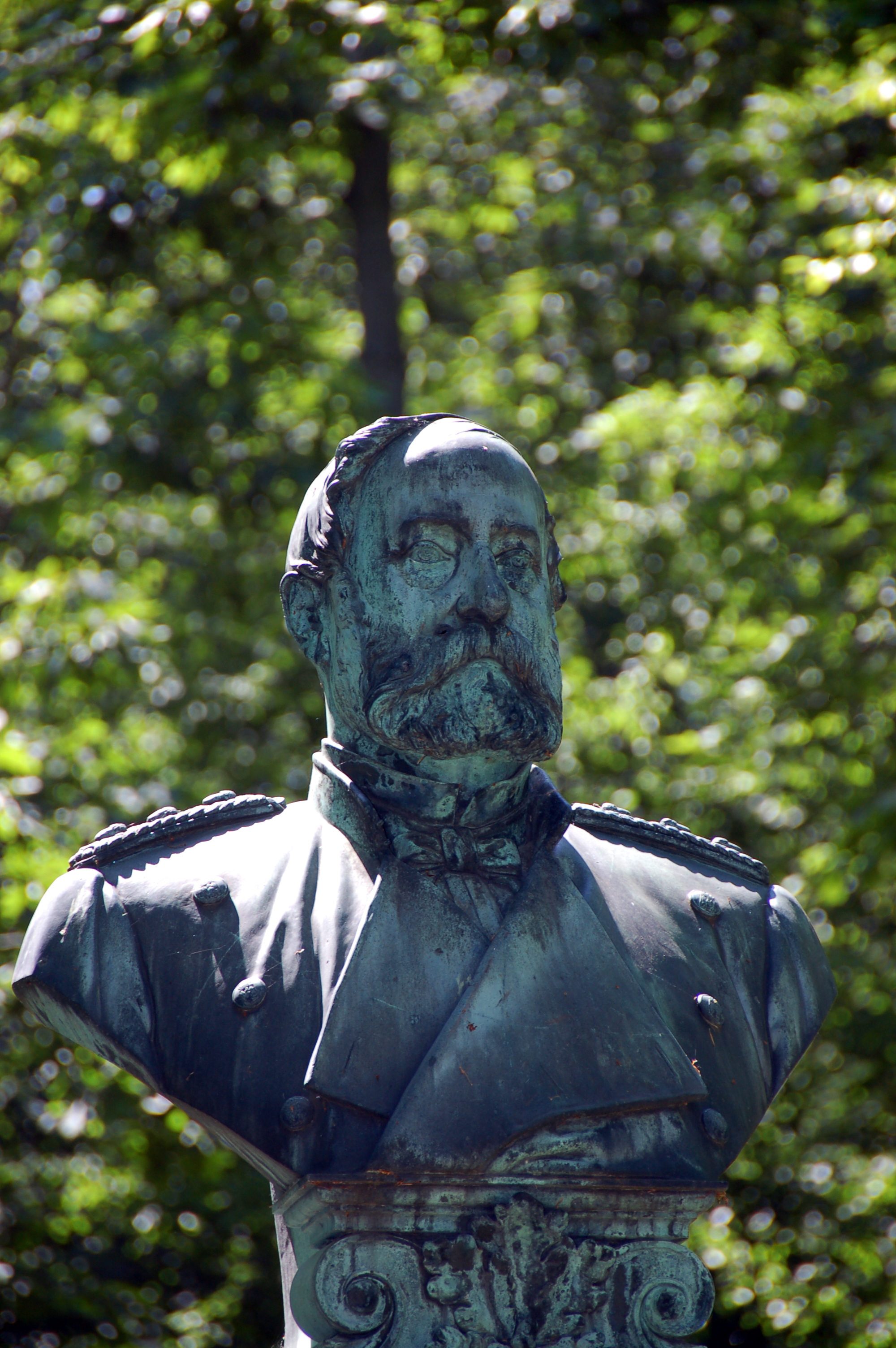
Büste für das Denkmal des Oberlandforstmeisters Otto von Hagen in Eberswalde
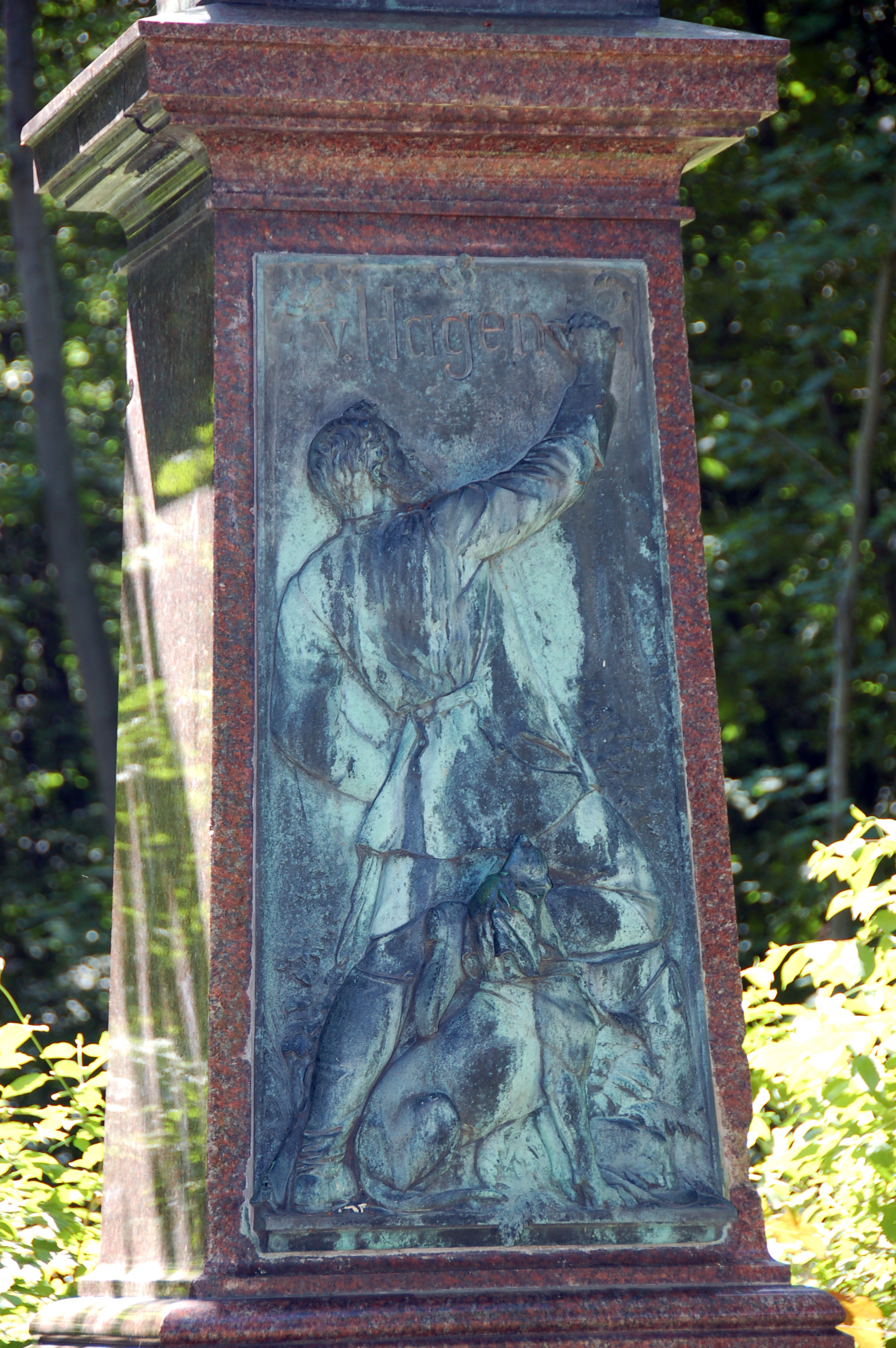
Denkmalsockel Otto von Hagen
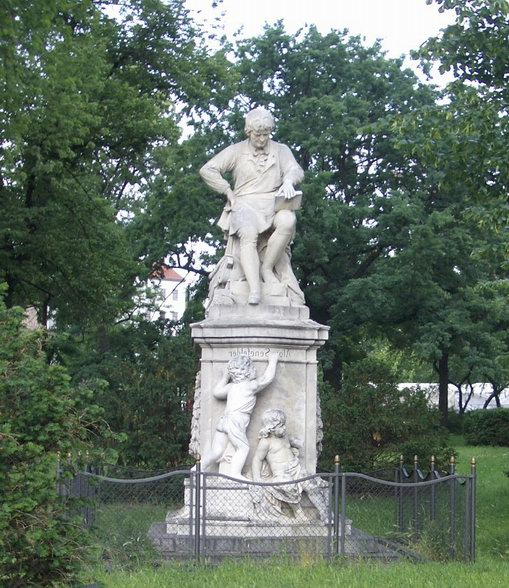
Denkmal für Alois Senefelder (Senefelderplatz, Berlin)

- 1873–1876: zwei weibliche Figuren am Portikus des Hauptportales des Palais Tiele-Winckler, Regentenstraße 15 (später Hitzigallee 21) in Berlin (Gebäude im Zweiten Weltkrieg zerstört, Ruine 1970 abgerissen, Hauptfassade mit den Figuren Pohles im Depot der Denkmalpflege auf dem Kreuzberg erhalten)
- um 1875: Lünettenrelief eines Genius aus Marmor für das Grabmal des Rentiers Albert Streichenberg (später Familie Skrobola-Labs, heute Gemeinschaftsgrabstätte von Denk mal positHIV) auf dem Alten St.-Matthäus-Kirchhof Berlin
- um 1875: Marmorfigur Pilger, am Kreuz zur „Letzten Rast“ niedergesunkenen zum Grabmal der Familie Katsch auf dem Alten St.-Matthäus-Kirchhof Berlin in Berlin. Vermutlich nach einem Entwurf von Hermann Katsch.
- um 1880: Büste des Generalleutnants Hans Karl von Winterfeldt in der Ruhmeshalle im Berliner Zeughaus (verschollen)
- 1884: Büste für das Denkmal des Oberlandforstmeisters Otto von Hagen in Eberswalde[6]
- 1888: Die Verzweiflung (Lenore aus dem Gedicht von Gottfried August Bürger, zuletzt im Lietzenseepark verschollen)[7]
- 1891: Grabmal der Familie Mergenhagen auf dem Kirchhof IV der Jerusalems- und Neuen Kirche-Gemeinde in Berlin
- 1899: Ein kleiner Schäker. Flachrelief
- 1892: Marmordenkmal Alois Senefelder auf dem Senefelderplatz in Berlin
- 1904: Figurengruppe Kind mit Kaninchen im Zoologischen Garten Berlin
- Statue Gebet für die Schlosskapelle des Berliner Stadtschlosses (zerstört)
- Denkmal des Oberforstmeisters Nachod in Posen